# Chukwumerije Okereke
Chukwumerije „Chucks“ Okereke ist ein nigerianischer Wissenschaftler, der an der Schnittstelle zwischen Klimawandel und internationaler Entwicklung arbeitet. Er ist Professor an der University of Reading.

## Leben
Okereke wurde im Juni 2011 zum Reader für Umwelt und Entwicklung ernannt. Zuvor war er als Senior Research Fellow und Leiter des Klima- und Entwicklungszentrums der Smith School of Enterprise and Environment an der Universität Oxford tätig. Er ist weiterhin als Gaststipendiat der Smith School und des Environmental Change Institute (ECI) der Universität Oxford tätig. Vor seiner Zeit in Oxford war Okereke als Senior Research Associate am Tyndall Center for Climate Change der University of East Anglia tätig. Er befasste sich zudem mit Tiefenökologie und Ökogouvernementalität.

## Wirken
Zu den wissenschaftlichen Schwerpunkten Okerekes zählen die ethischen Dimensionen globaler Umwelt- und Klimapolitik, darunter die Rolle von Gerechtigkeit in internationalen Umweltabkommen, die Steuerung des Klimawandels, der grünen Wirtschaft und einer CO2-armen Entwicklung in Afrika, die Rolle der Wirtschaft in der Klima- und Umweltpolitik sowie die weltweite politische Ökonomie der Umweltpolitik.
Okereke war am Fünften Sachstandsbericht des IPCC (2014) beteiligt. Er ist einer der Verfasser des Sonderberichts 1,5 °C globale Erwärmung des IPCC (2018).
Okereke betont, dass das Narrativ, die Sprache und die Ansichten des IPCC noch immer die Sichtweise von Entwicklungsländern marginalisiert: In Klimaabkommen würden Industrienationen häufig die Belastung des CO2-Ausstoßes auf Entwicklungsländer abwälzen, was diese von ihrer Entwicklung abhalte und dem historischen Muster von Ungerechtigkeit und Herrschaft folge.

## Veröffentlichungen (Auswahl)
- C. Okereke: An exploration of motivations, drivers and barriers to carbon management: The UK FTSE 100. In: European Management Journal. Band 25, Nr. 6, 2007, S. 475–486.
- C. Okereke: Global justice and neoliberal environmental governance: ethics, sustainable development and international co-operation. Routledge 2007.
- C. Okereke, H. Bulkeley und H. Schroeder: Conceptualizing climate governance beyond the international regime. In: Global Environmental Politics. Band 9, Nr. 1, 2009, S. 58–78.